# Symphonie de printemps - Les Saisons (Gotkovsky)
Symphonie de printemps (Lentesymfonie) - Les Saisons is een compositie voor harmonieorkest van de Franse componiste Ida Gotkovsky. De première van dit werk vond plaats op een muziekfestival in Moskou.
Het werk is opgenomen op cd door het Groot Harmonieorkest van de Belgische Gidsen onder leiding van Norbert Nozy en door het Harmonieorkest van het Conservatorium Maastricht onder leiding van Sef Pijpers sr.